# Andraé Crouch
Andraé Edward Crouch (ur. 1 lipca 1942 w San Francisco, zm. 8 stycznia 2015 w Los Angeles) – amerykański wokalista gospel, kompozytor, aranżer, producent muzyczny i pastor.

## Wyróżnienia
Posiada swoją gwiazdę na Hollywoodzkiej Alei Gwiazd.